# Toba Lacus
Il Toba Lacus è una struttura geologica della superficie di Titano.
Prende il nome dal lago Toba situato sull'isola di Sumatra in Indonesia, noto per la supposta teoria della catastrofe di Toba.